# Ensino bilingue

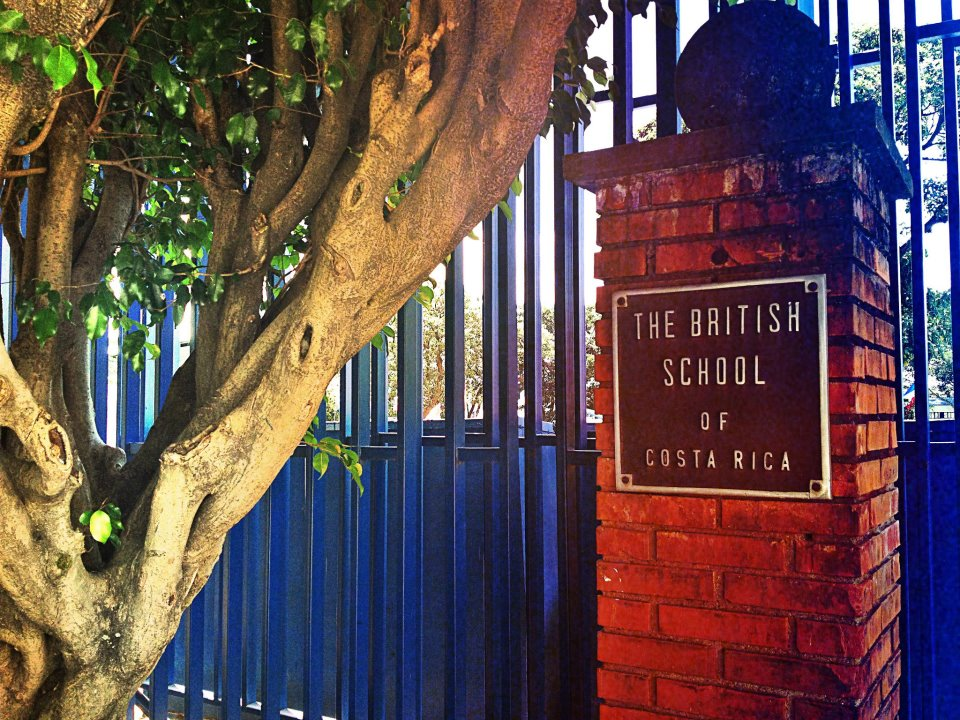
Placa de uma escola bilíngue na Costa Rica.

Ensino bilíngue é o ensino de um currículo académico em duas línguas diferentes. As línguas convivem em um ambiente bilíngue ou plurilíngue e, a partir deste contexto, trabalham juntas de igual forma e com mesmo peso na grade curricular escolar. A segunda língua não é ensinada como uma língua estrangeira e sim como uma língua parceira, que agrega não somente o conhecimento linguístico, mas também a cultura do outro e sua visão de mundo. Disciplinas de conhecimentos gerais como Matemática, História,  Biologia, entre outras, são ministradas em ambas as línguas. Não acontece apenas uma alfabetização bilíngue, há uma promoção do desenvolvimento educacional entre os dois idiomas parceiros. Assim como há variações das formas de aquisição bilíngue, essas estruturas de ensino variam na sua estratégia para proporcionar essa categoria de ensino.

## Por país ou região

### Alemanha
A Staatliche Europa-Schule Berlin (SESB) é uma escola estadual alemã onde, a partir do primeiro ano primário, é oferecido um ensino integrado em grupos bilíngues para crianças que tenham uma língua de herança em ambiente doméstico ou em pequenos grupos e também para estudantes alemães que terão, a partir daquele primeiro contato, uma língua parceira em seu desenvolvimento acadêmico. A SESB foi a primeira escola estadual da Alemanha a oferecer formação bilíngue nos idiomas que fazem parte da União Europeia. Hoje, conta também com a oferta de idiomas além das fronteiras da União Europeia.
Há ainda em Hamburgo um outro projeto da escola básica integrada luso-alemã Rudolf Roß que foi desenvolvido em comum acordo entre o Ministério da educação de Portugal e a cidade de Hamburgo, na qual filhos de alemães, portugueses e de famílias binacionais têm a oportunidade de estudar e conhecer o idioma e a cultura do outro país. O ensino do português-alemão é a partir da escola primária, onde turmas são formadas por 50% de alunos de cada língua materna (luso-alemã) ou alunos bilíngues. Podem ser admitidos alunos que não tenham nem o português e nem o alemão como língua materna, mas é preciso ter um nível de conhecimento suficiente de alguma das línguas, a fim de que os alunos possam acompanhar as aulas. O ensino é conduzido nos dois idiomas e geralmente com um professor alemão e outro português. A escola ainda oferece o ensino continuado a partir do 5° ano.

### Brasil
No Brasil, existem os programas públicos do Dupla Escola, que oferecem o ensino bilíngue e/ou com especialização e o programa PEIBF.
O Projeto Escola Intercultural Bilíngue de Fronteira PEIBF tem, como objetivo, o intercâmbio de professores dos países do Mercosul. Este é um  exemplo de trabalho parceiro no ensino de português-espanhol nas escolas fronteiriças dos países. Apesar de o PEIBF ter características do português-espanhol como línguas parceiras no ensino bilíngue, elas se unem como língua de integração para formar uma zona de fluência política, econômica e cultural dessa região. Trazendo, assim, os dois conceitos para dentro de apenas um.

### Timor Leste
Timor-Leste é um dos países mais jovens do mundo e localiza-se na parte oriental da ilha de Timor, no sudeste asiático. O país foi colonizado pelos portugueses, mas, em 1975, após o fim da colonização portuguesa, foi invadido e ocupado pela Indonésia durante 24 anos. Após sua independência em 2002, as línguas estabelecidas oficialmente foram o tétum e o português, mas a língua de trabalho é o inglês e o indonésio. Para uma restruturação do país e recuperação da cultura local, o português vem sendo usado como língua parceira e ensinada nas escolas locais. Assim, foi feito um curso para formar professores de português na ilha. Em Timor Leste, existem, além do português e do tétum, mais de 31 línguas nacionais, o que caracteriza um ambiente bilíngue/plurilíngue onde o português funciona como língua parceira.